# René Arbeithuber

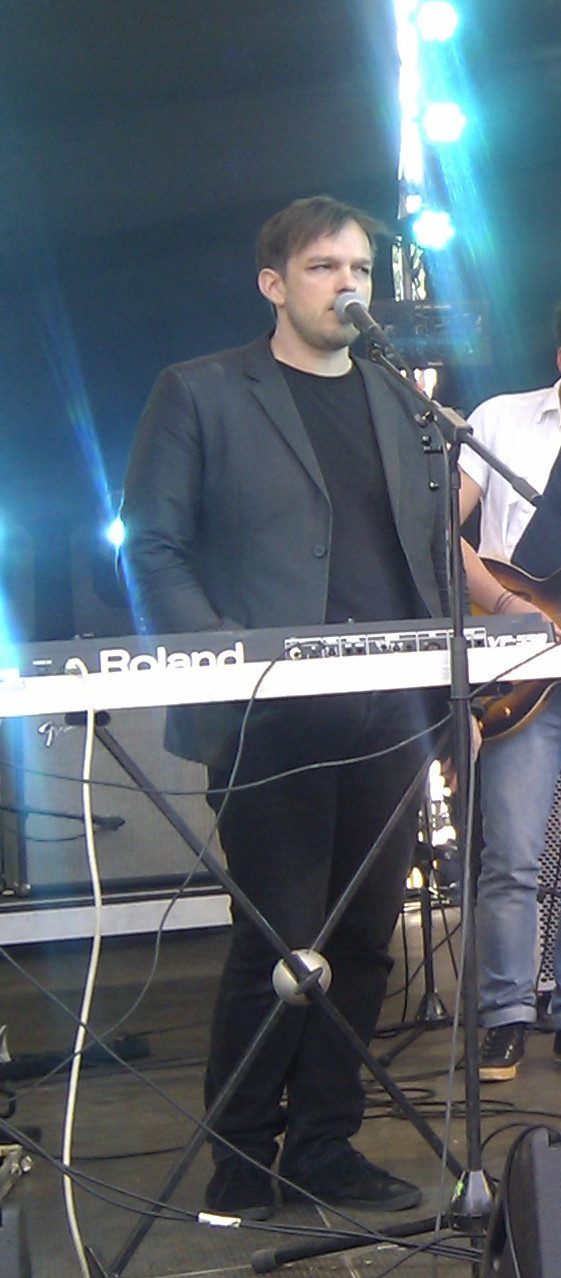
Arbeithuber bei einem Auftritt der Gender Bombs, Mai 2013

René Arbeithuber (* 1974 in Leoben) ist ein deutscher Musiker und Künstler.

## Leben
Arbeithuber, der ursprünglich aus Ingolstadt kommt und in München lebt und arbeitet, stieß 1996 als Keyboarder zur Band Slut und gründete 1995 die Band Pelzig. 1999 begann er ein Studium für Kommunikationsdesign an der Fachhochschule Nürnberg, brach dieses aber aufgrund seiner zunehmenden musikalischen Tätigkeit mit Slut und dem Plattenvertrag bei Virgin Records ab. 2001 spielte Slut mit Robbie Williams in der Münchener Olympiahalle. 2005 war die Band bei Stefan Raabs erstem Bundesvision Songcontest dabei und vertonte am Theater Ingolstadt in 21 ausverkauften Aufführungen Die Dreigroschenoper. 2009, nach dem Erscheinen des sechsten regulären Studioalbums, setzte die Band Corpus Delicti mit der Schriftstellerin Juli Zeh in ein multimediales Theaterstück, ein Hörspiel und eine zweiwöchige Tournee um. Die Band hat diverse Theater- und Filmmusiken geschrieben, unter anderem für Hans-Christian Schmids Crazy.
2003 gründete Arbeithuber das Designbüro xhoch4 in Ingolstadt (Umzug nach München 2008) und ist bis heute dort Gesellschafter. Die Arbeiten von xhoch4 wurden mit zahlreichen renommierten Designpreisen ausgezeichnet. Als bildender Künstler ist er an nationalen, aber auch internationalen Ausstellungen beteiligt. Im Juli 2011 gründete er mit Stella Lindner die Pop-Band Gender Bombs. Die Band wurde 2012 für das „Sound of Munich now“-Festival der Süddeutschen Zeitung in Zusammenarbeit mit dem Feierwerk als eine von 20 Bands ausgewählt. 2013 erschien ein neues Album von Slut, 2014 das Debütalbum von Gender Bombs.